# Heiner Schober
Heiner Schober (25 juli 1927 - 14 december 2009) was een Duits voetballer. Als doelman speelde Schober 85 wedstrijden voor het Duitse SSV Reutlingen in 1950-1951, 1954-1956 en 1958-1959, in de toenmalige Oberliga Süd, het hoogste niveau in Duitsland. Zijn bijnaam was "der Mann mit der Mütze".